# 八田三喜

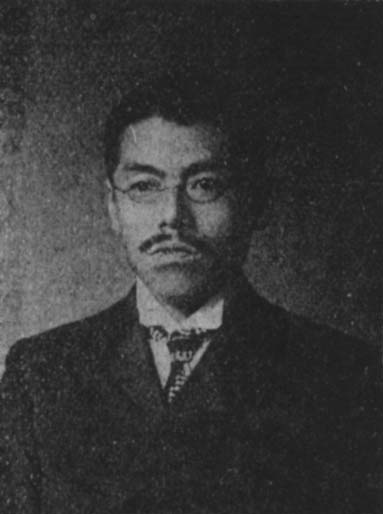
八田三喜

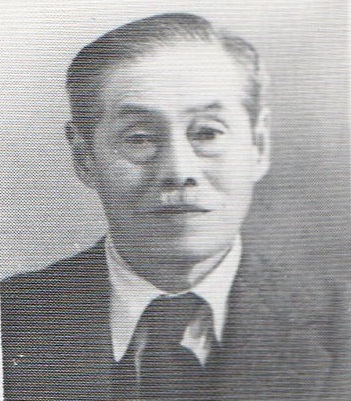
府立三中校長時代の八田三喜

八田 三喜（はった みき、1873年10月30日 - 1962年1月28日）は、日本の教育者。息子は演出家の八田元夫と教育者の八田亭二。

## 略歴
石川県金沢市出身。1888年3月、第四高等中学校補充科二年級に入学。1894年7月、同校本科二部理科卒業。東京帝国大学理科大学数学科に入学するも、自らの能力に限界を感じ、東大文科大学哲学科に再入学し、1898年7月、東大哲学科卒業。同年より新潟県佐渡中学校（現・県立佐渡高校）校長に着任。同校校長時代には、国家と社会が共に進歩してゆく必要があるとする社会共棲論を説き、北一輝の国家社会主義思想形成に影響を与えた一人だとされている。
1901年、東京府第三中学校（のちの府立三中、現・都立両国高校）の校長に就任。府立一中や四中が上級学校への受験を一義としていたのに対して、八田は三中では厳しいながらも生徒の自主自律精神を高める教育を実施した。学友会を組織し、生徒の不祥事に対しては父兄と相談しつつ、罰を課するよりも直接行を正す方針をとった。忠君愛国教育の実施や、教諭による体罰も日常的に課すなどスパルタ教育も見られたが、同時に自由との共存もみられたように、この頃の明治人の共通項としてみることができる。
府立三中の校風の基礎を築き、同校校長を18年続けた後、1919年に旧制新潟高等学校の初代校長となり、「自由・進取・信愛」をモットーに学校発展に尽力した。
1962年1月28日、心筋梗塞のため東京都世田谷区の自宅で死去。同日、勲三等旭日中綬章を授与された。

## 著書
- 『八田三喜先生遺稿集』
- 『戦時行脚青い赤毛布』
- 『英国の戦後経営問題』